# サンシェンショ

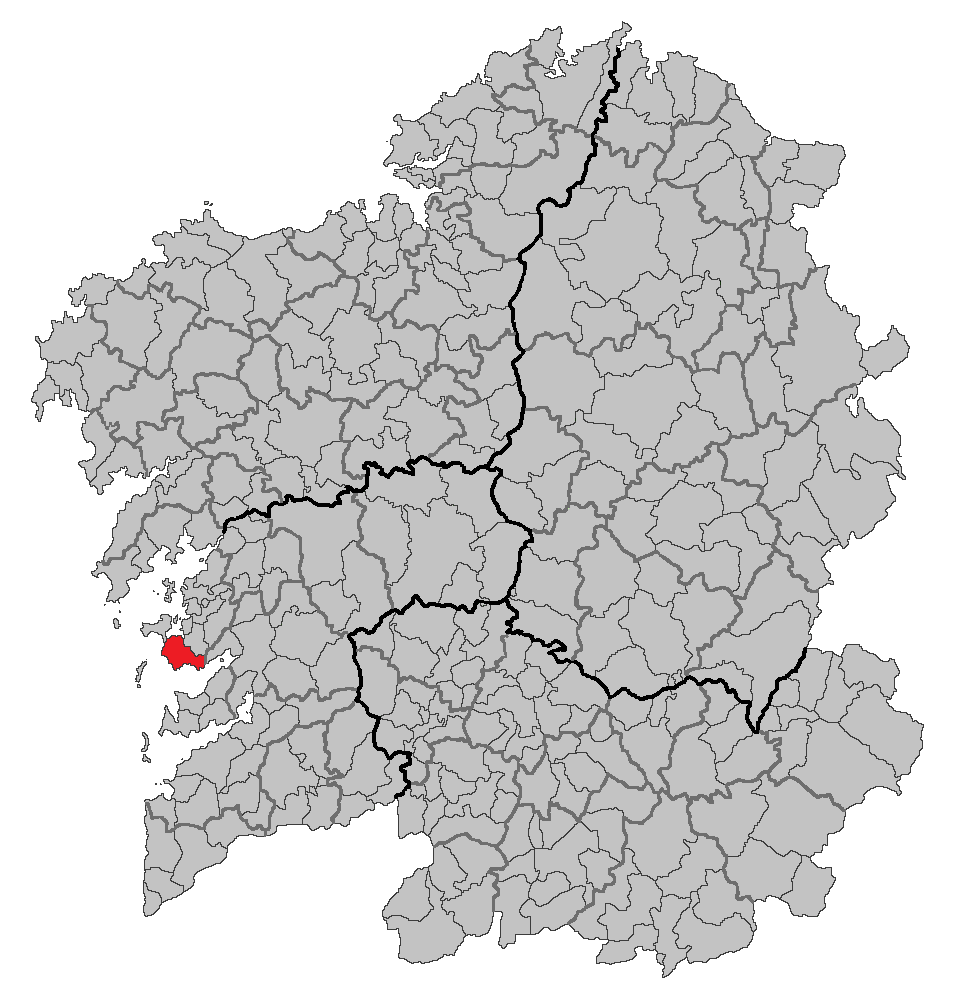
ガリシア州内の位置

サンシェンショ（ガリシア語: Sanxenxo）は、スペイン、ガリシア州、ポンテベドラ県の自治体。コマルカ・ド・サルネスに属する。ガリシア統計局によると、2012年の人口は17,604人（2011年：17,586人、2010年：17,500人、2009年：17,315人、2007年：17,077人）であるが、ガリシアのリゾート観光の中心地で、夏期には人口は約10倍に膨れ上がる。住民呼称はsanxenxino/-a。カスティーリャ語による表記はSangenjo （サンヘンホ）。
ガリシア語話者の自治体住民に占める割合は34.84%（2011年）。

## 地理
サンシェンショは、ポンテベドラ県の北西部、コマルカ・ド・サルネスに属する。北はオ・グローベとリア・デ・アロウサに面し、北東はメアーニョ、東はポイオに隣接、南はリア・デ・ポンテベドラ、西は大西洋に面している。自治体中心地区はパドリニャン教区のサンシェンショ地区。
サンシェンショはカンバードス司法管轄区に属す。

### 人口
住民は9の教区の117の地区（集落）に居住する。
| サンシェンショの人口推移 1900－2010                     |
|                                                         |
| 出典:INE（スペイン国立統計局）1900年 - 1991年、1996年 - |

## 政治
自治体首長は、ガリシア国民党（PPdeG）のカタリーナ・ゴンサーレス・ベア（Catalina González Bea）、自治体評議員はガリシア国民党：8、SAL：3、ガリシア社会主義者党（PSdeG-PSOE）：3、ガリシア民族主義ブロック（BNG）：2、VIPS：1となっている（2011年5月22日の自治体選挙結果、得票順）。
| 1999年6月13日自治体選挙 |        |        |          |
| 政党                    | 得票数 | 得票率 | 獲得議席 |
| PPdeG                   | 4,970  | 55.27% | 10       |
| PSdeG-PSOE              | 2,855  | 31.75% | 6        |
| BNG                     | 739    | 8.22%  | 1        |
| IDS                     | 214    | 2.38%  | 0        |
| PPG                     | 61     | 0.68%  | 0        |

| 2003年5月25日自治体選挙 |        |        |          |
| 政党                    | 得票数 | 得票率 | 獲得議席 |
| PPdeG                   | 5,344  | 55.32% | 10       |
| BNG                     | 2,787  | 28.85% | 5        |
| PSdeG-PSOE              | 1,352  | 13.99% | 2        |

| 2007年5月27日自治体選挙 |        |        |          |
| 政党                    | 得票数 | 得票率 | 獲得議席 |
| PPdeG                   | 4,668  | 46.98% | 9        |
| BNG                     | 2,136  | 21.50% | 4        |
| PSdeG-PSOE              | 1,950  | 19.63% | 3        |
| VIPS                    | 700    | 7.05%  | 1        |
| PG                      | 654    | 4.54%  | 0        |
| IASA                    | 103    | 1.04%  | 0        |

| 2011年5月22日自治体選挙 |        |        |          |
| 政党                    | 得票数 | 得票率 | 獲得議席 |
| PPdeG                   | 4,226  | 43.77% | 8        |
| SAL                     | 1,626  | 16.84% | 3        |
| PSdeG-PSOE              | 1,477  | 15.30% | 3        |
| BNG                     | 1,290  | 13.36% | 2        |
| VIPS                    | 844    | 8.74%  | 1        |

## 観光

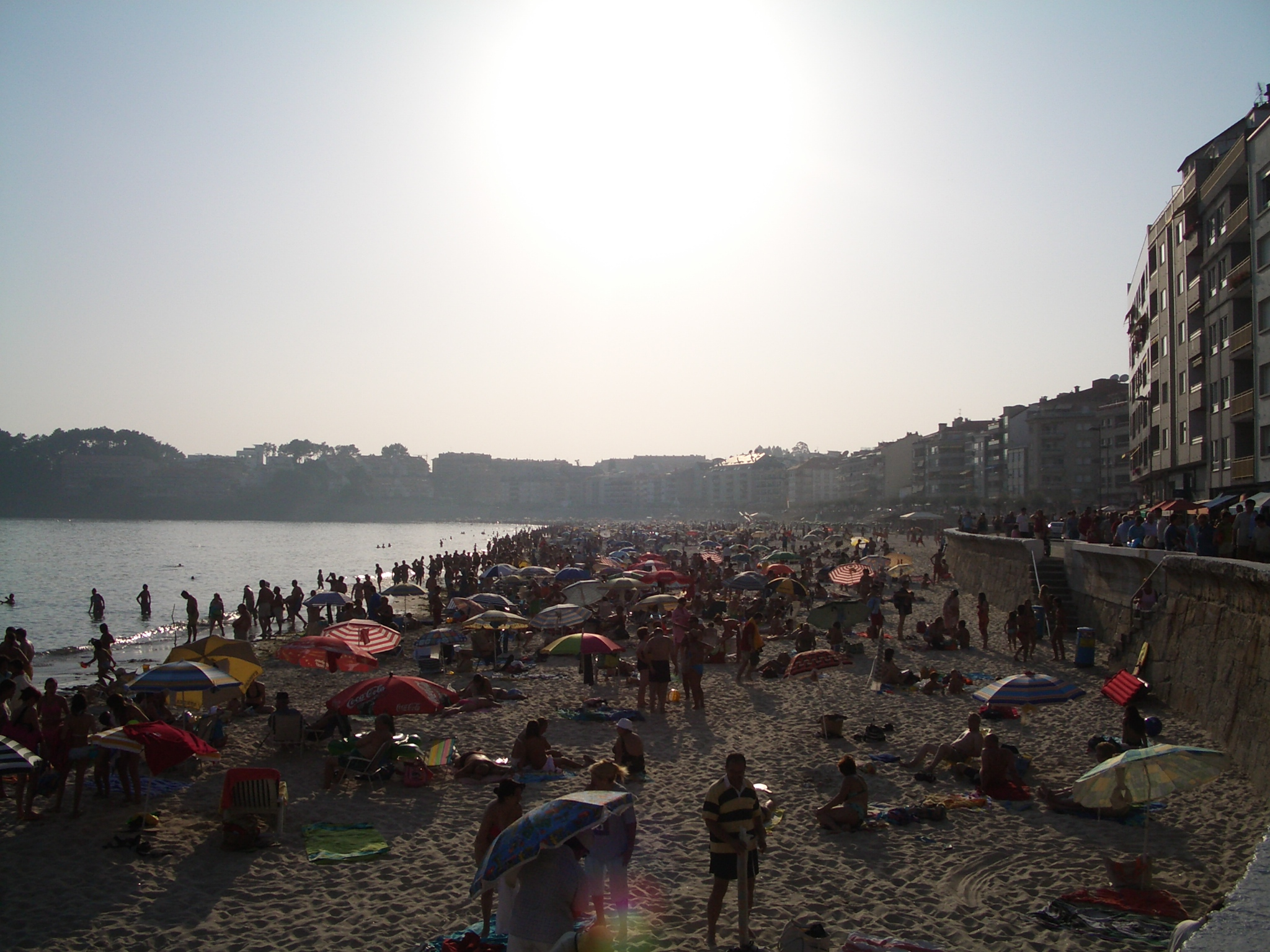
プライア・デ・シルガール
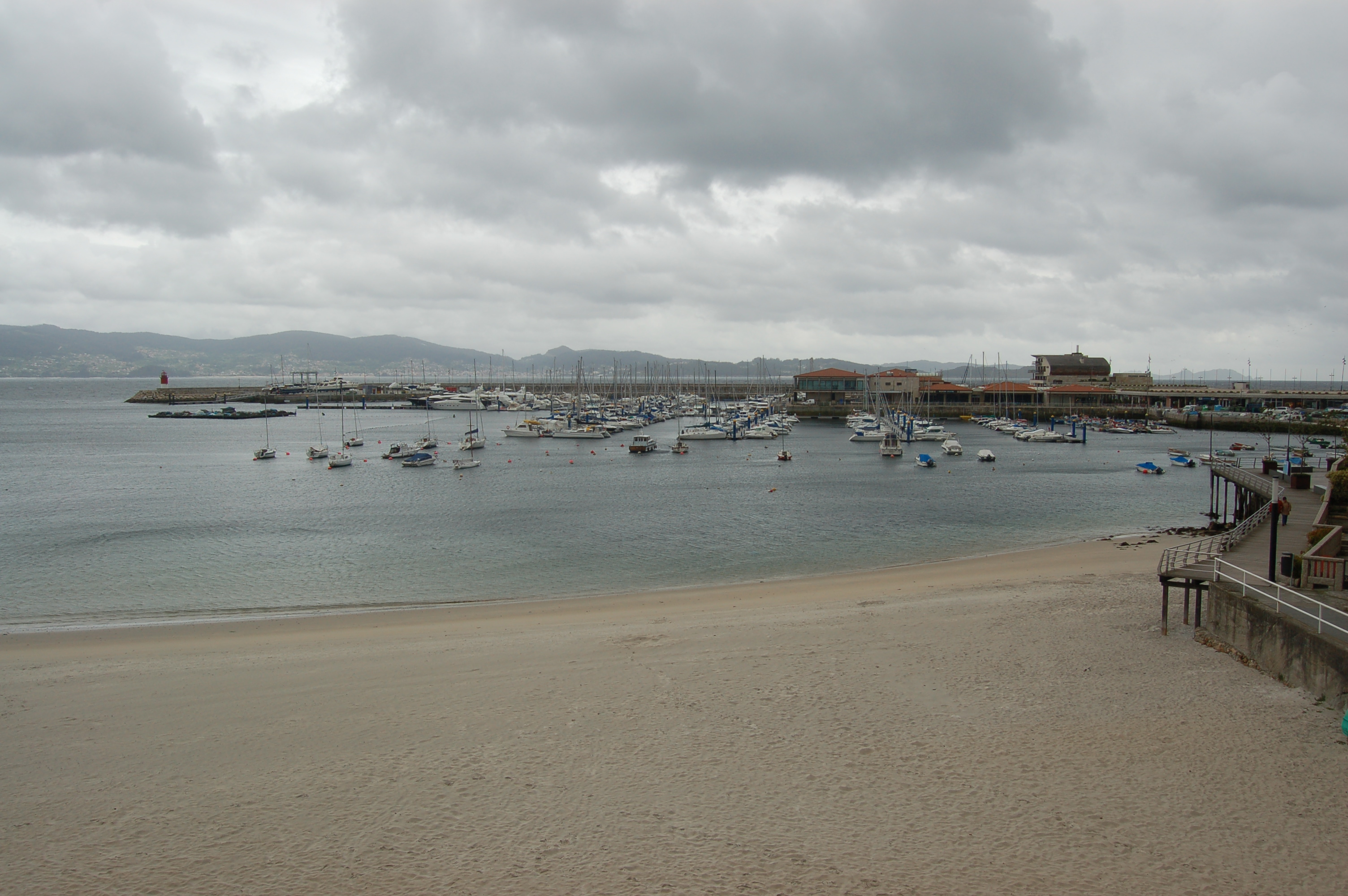
浜辺とヨットハーバー
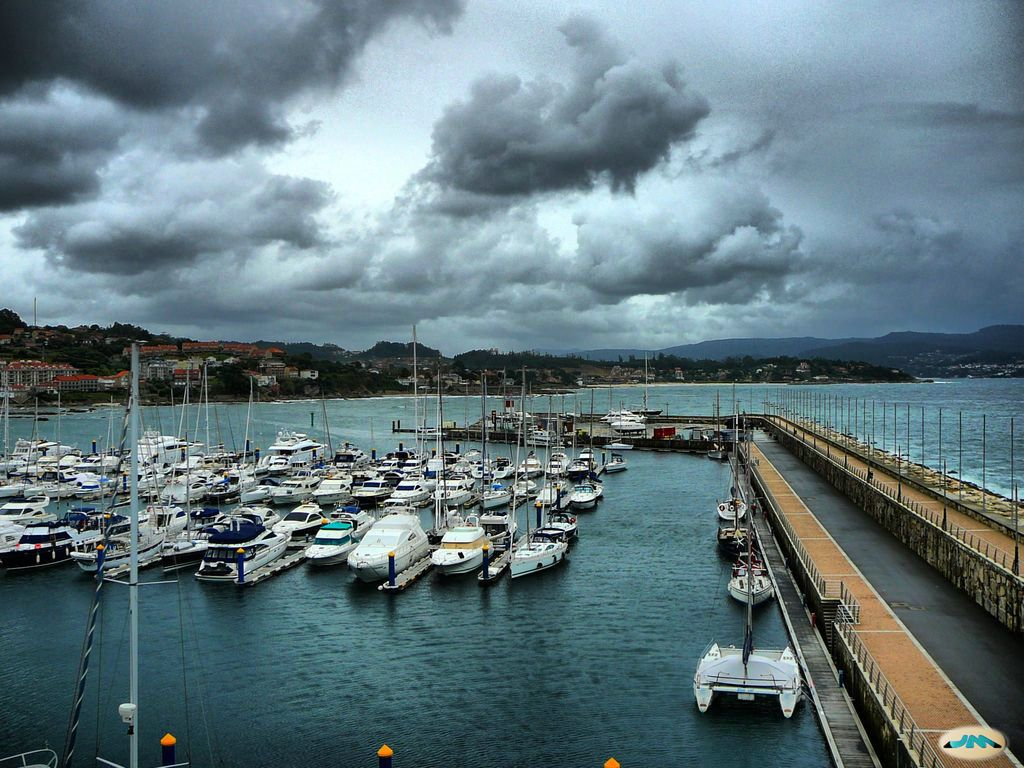
ヨットハーバー
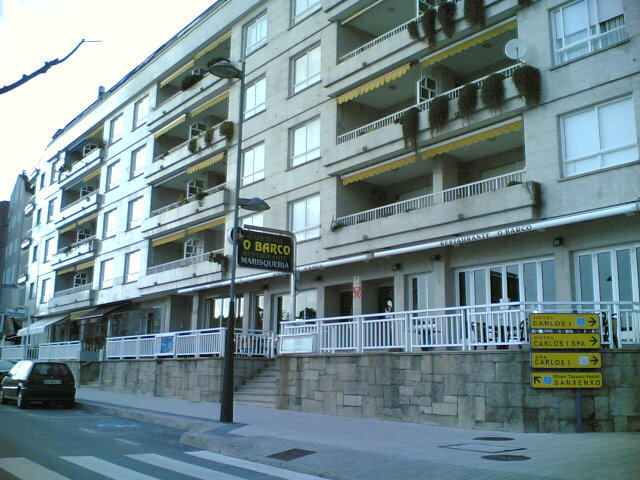
サンシェンショの通り
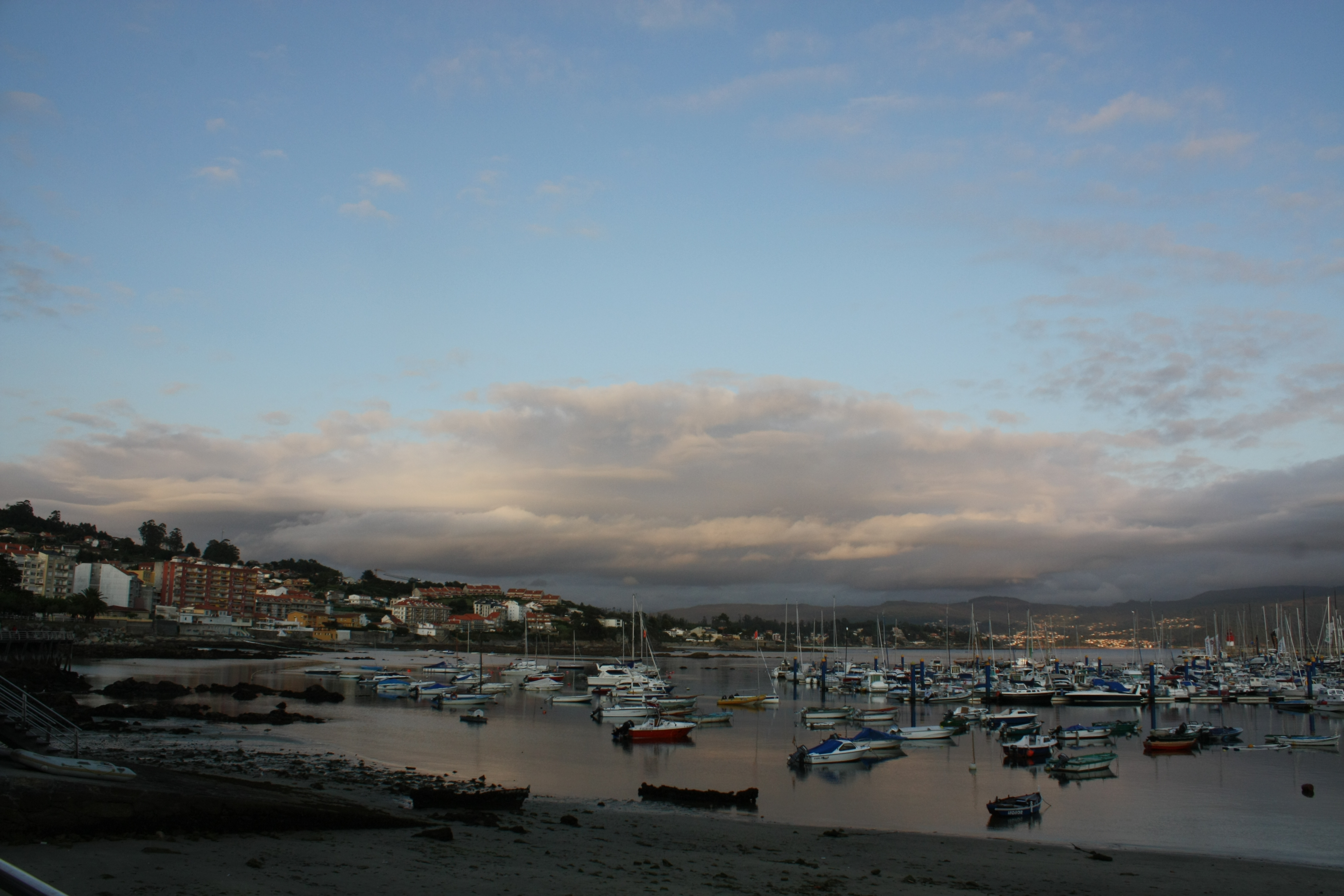
サンシェンショ港
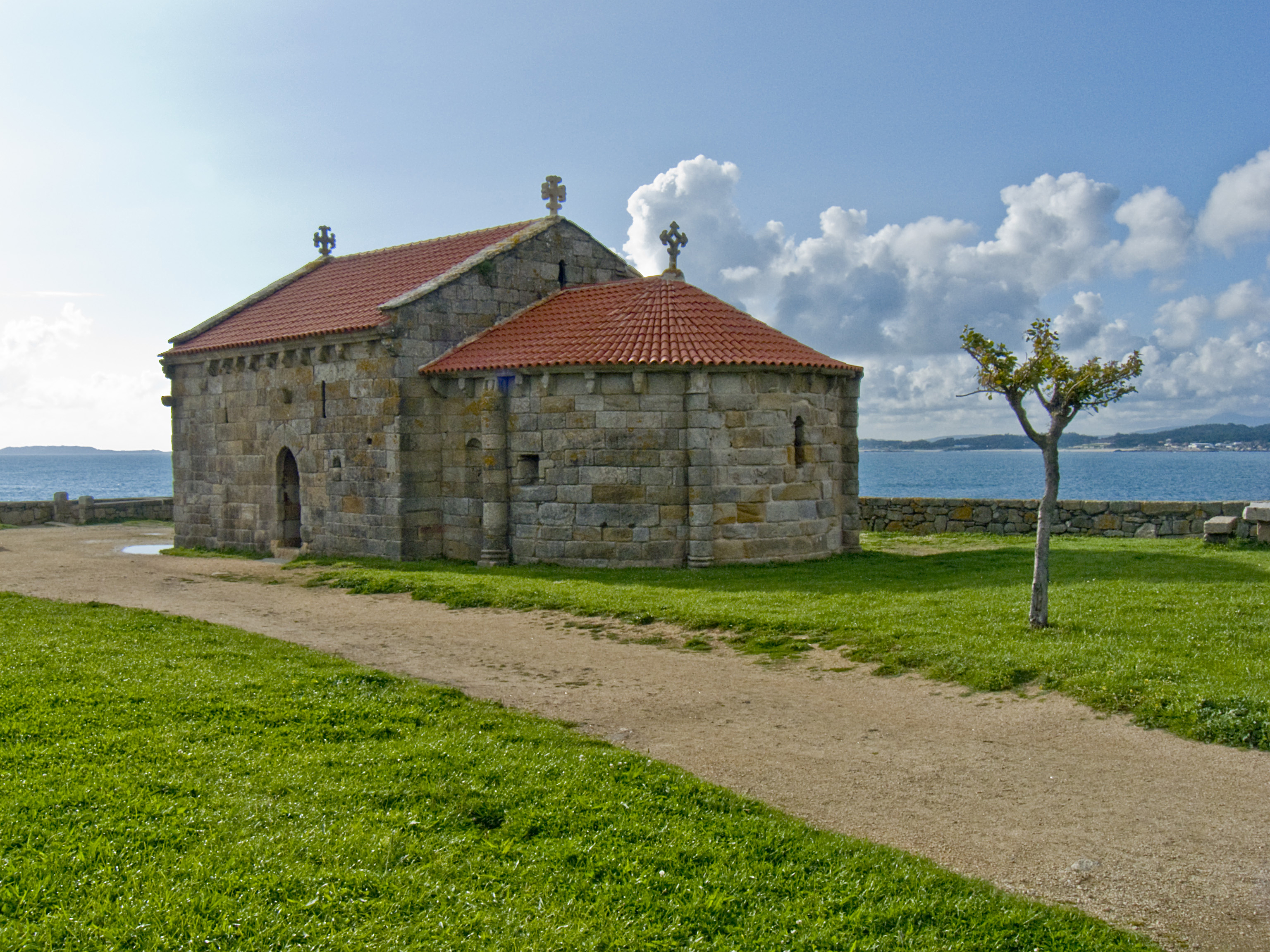
ノサ・セニョーラ・ダ・ランサーダ礼拝堂

## 教区
サンシェンショは9の教区に分けられる。太字は自治体中心地区のある教区。
- アディーナ（サンタ・マリーア）
- アラ（サン・アマーロ）
- ボルドンス（サン・ペドロ）
- ドロン（サン・ショアン）
- ゴンダール（サン・トメ）
- ナンテス（サンタ・バイア）
- ノアージャ（サント・エステーボ）
- パドリニャン（サン・シェンショ）
- ビラロンガ（サン・ペドロ）